# إيكي
إيكي (بالإنجليزية: Ike)‏ هي مدينة أمريكية تقع في ولاية تكساس.